# T 6 (torpediniera Italia)
La T 6 è stata una torpediniera della Regia Marina, precedentemente appartenuta alle Marine austroungarica e jugoslava.

## Storia
Costruita nei cantieri Danubius di Porto Re con il nome di TB 93F (abbreviato il 21 maggio 1917 in TB 93), la nave apparteneva in origine alla classe «TB 82F» di torpediniere costruite per la Marina imperiale austroungarica.
L'armamento originario della nave si componeva di due cannoni Skoda da 66/30 mm, una mitragliera da 8,3/66 mm e quattro tubi lanciasiluri da 450 mm.
In servizio nell'aprile 1916, la torpediniera partecipò alla prima guerra mondiale. Tra le azioni cui prese parte si può citare quella dell'11 maggio 1917: insieme al cacciatorpediniere Csikos ed alle torpediniere TB 78 e TB 96 fu inviata ad appoggiare un bombardamento aereo, quindi la formazione venne dapprima attaccata senza risultato dal sommergibile inglese HB 1 e successivamente inseguito da un gruppo di cacciatorpediniere italiani (Ardente, Ardito, Animoso, Abba ed Audace) che tuttavia, dopo l'avvistamento alle 15:30, a 10 000 metri di distanza, ripiegò senza combattere essendo giunto troppo vicino alla base austro-ungarica di Pola.
Terminato il conflitto, a seguito della dissoluzione dell'Impero austro-ungarico e con esso della k.u.k. Kriegsmarine, la TB 93 passò nella neonata Marina reale jugoslava, dove assunse il nominativo di T 6.
Negli anni venti la nave subì alcune modifiche, quali la sostituzione dei due pezzi da 66/30 mm con altrettanti del più moderno modello da 66/50, nonché l'aggiunta di una seconda mitragliera da 8,3/67 mm.
Successivamente, in seguito ad altri lavori, i cannoni da 66/42 mm vennero rimpiazzati da altrettanti da 66/50, mentre le due mitragliere da 8,3 mm furono eliminate a favore di un'arma singola da 15/84 mm.
Il 17 aprile 1941, in seguito all'invasione della Jugoslavia, la T 6 venne catturata a Spalato dalle truppe italo-tedesche ed incorporata nella Regia Marina mantenendo invariata la propria denominazione.
La nave venne assegnata al V Gruppo Torpediniere con base a Spalato, composto da unità vetuste quali le unità gemelle T 5, T 7 e T 8, un'altra torpediniera ex jugoslava, la T 1, e la vecchia torpediniera/cannoniera italiana Ernesto Giovannini. Avendo un potenziale bellico ormai estremamente ridotto, venne impiegata principalmente nelle acque della Dalmazia, con compiti di scorta costiera.
In seguito alla proclamazione dell'armistizio di Cassibile, ed all'occupazione tedesca della Dalmazia, la T 6 lasciò in tutta fretta i porti dalmati per evitare la cattura, senza nemmeno il tempo di fare rifornimento. L'11 settembre 1943 la torpediniera giunse nelle acque antistanti Cesenatico, ma a quel punto esaurì il carburante: essendo in corso l'occupazione germanica dell'area circostante, e non potendo ricevere aiuto da nessuna unità, l'equipaggio autoaffondò la propria nave ad appena un centinaio di metri dalla riva.
Nel 1979 il relitto della T 6 è stato rinvenuto in stato di quasi completo insabbiamento, ad un centinaio di metri dalla spiaggia di Cesenatico (altre fonti indicano invece sette miglia al largo del tratto di costa compreso tra Cervia e Cesenatico), ad una profondità di soli dodici metri. Alla scoperta è seguita un'operazione di bonifica dei fondali circostanti, cosparsi di munizioni, ad opera di numeroso personale delle capitanerie di porto e di un nucleo SDAI (Servizio Difesa Antimezzi Insidiosi) con l'appoggio di 7 motovedette e dei cacciamine Sandalo e Palma. Non è stato invece possibile effettuare la bonifica degli interni del relitto (che contenevano numerose munizioni), motivazione che ha portato alla decisione di non segnalare la posizione precisa della T 6.